# Espejo de los Mártires

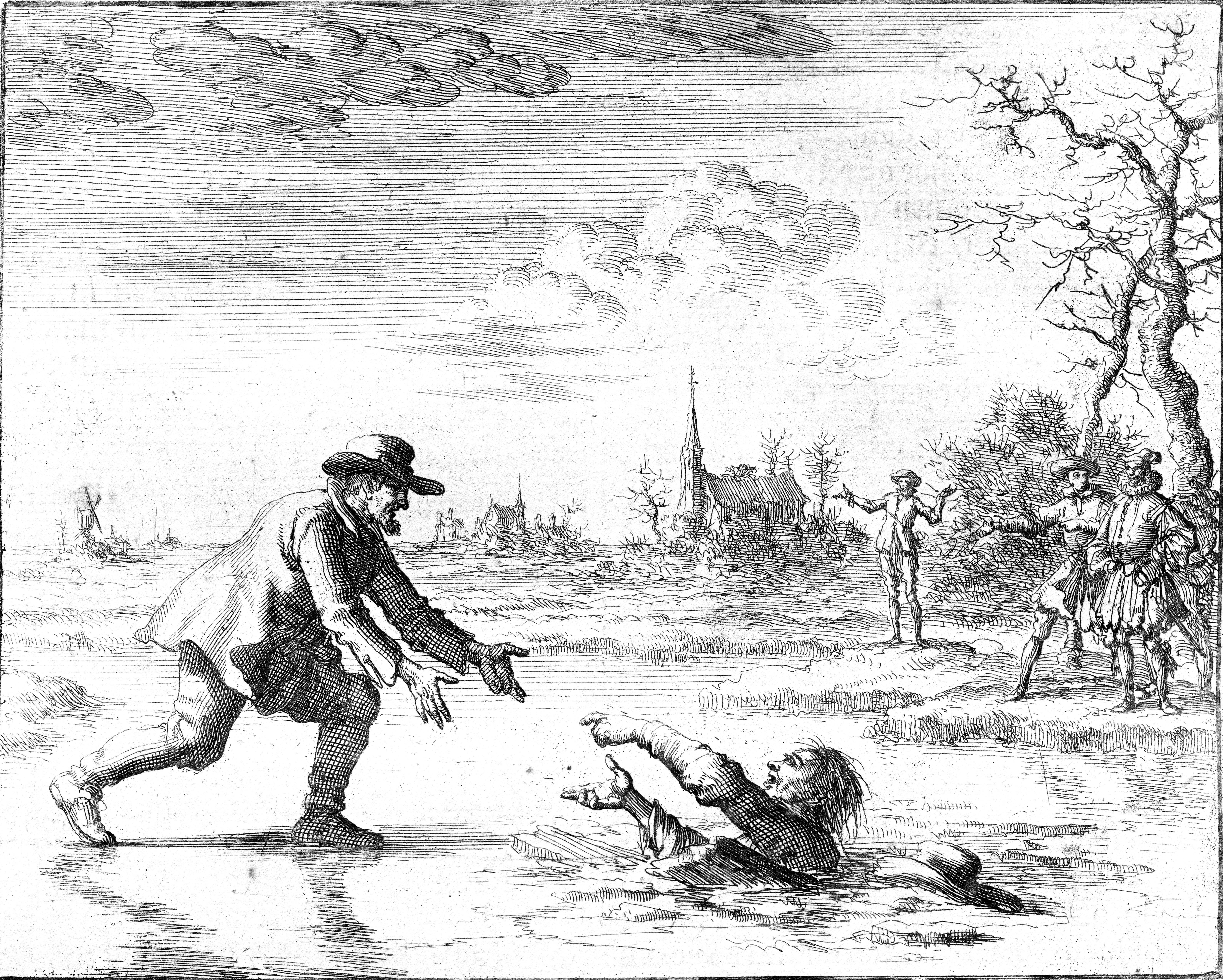
En 1569, el anabaptista Dirk Willems rescata a su perseguidor. Luego Dirk fue detenido, condenado por "herejía" y quemado en la hoguera. Ilustración de Jan Luyken, para el Espejo de los Mártires.

El Espejo de los Mártires o Escenario Sangriento, es un libro de Thieleman J. van Braght, publicado en 1660 en neerlandés, que documenta las declaraciones de fe, historias y testimonios, de los mártires cristianos, especialmente de los anabaptistas pacifistas.
El título completo del libro es El escenario sangriento o espejo de los mártires cristianos indefensos, bautizados sólo bajo confesión de fe, que sufrieron y murieron por dar testimonio de Jesús, su Salvador, desde la época de Cristo hasta el año 1660. La palabra "indefensos" se refiere en este caso al compromiso anabaptista con la No violencia.

## Contenido
Van Braght compiló numerosos documentos y relatos e incorporó una recopilación de testimonios realizada desde 1524 y publicada en Holanda desde 1562 con el título de Her Offer des Heeren, editada por Hans de Reis y Jacques Outerman en 1617 y ampliada en 1631, cuando fue publicada por primera vez con el título del "Espejo de los Mártires de los cristianos indefensos".
El libro incluye resúmenes de los relatos del martirio de los doce apóstoles, de varios cristianos de los tres primeros siglos y de cristianos pacifistas de los siglos posteriores que defendieron el bautismo de creyentes y por tanto no reconocían el bautismo de bebés. A partir del siglo XII, además de los relatos de martirio, incluye la exposición de las creencias o credos y normas o declaraciones de fe, por ejemplo de los valdenses y lolardos. Se extiende luego ampliamente en las narraciones y documentos sobre los anabaptistas pacifistas de los siglos XVI y XVII, perseguidos y martirizados por las autoridades católicas y protestantes.
La edición de 1685 incluyó 104 ilustraciones del dibujante Jan Luyken. Treinta de esas placas fueron encontradas en 1975 y desde 1988 reunidas para su exhibición y para divulgación de las ilustraciones.
Después de la Biblia, este libro ocupa un lugar prominente en las casas de los menonitas.

## Traducciones
En 1745 el líder menonita de Estados Unidos, Jacob Gottschalk, acordó con la Fraternidad de Ephrata, realizar la traducción del libro del neerlandés al alemán. El trabajo fue realizado por 15 personas durante tres años y culminó en 1749. La publicación tenía 1.512 páginas
En 1837, Edward Bean Underhill tradujo el libro del alemán al inglés, con el patrocinio de la Handsard Knollys Society de Inglaterra. Esta traducción fue reimpresa en 1853. Una traducción directamente del holandés al inglés, realizada por Joseph Sohm fue publicada en 1886 y ha sido reimpresa varias veces desde 1930.
En castellano existe una traducción, publicada en 2015, por Pau Ortega Calaf, de la Ong Provalores.